# Galzignano Terme
Galzignano Terme – miejscowość i gmina we Włoszech, w regionie Wenecja Euganejska, w prowincji Padwa. Znajduje się około 50 kilometrów od Wenecji i 15 od Padwy.
Według danych na rok 2008 gminę zamieszkiwało 4 411 osób, 240 os./km².

## Etymologia
Słynny naukowiec Olivieri uważał, że nazwa Galzignano pochodzi od łacińskiego słowa Gallicinus, z przyrostkiem -anu. Oznacza to, że pan tego terytorium pozostawił swój ślad na tym terenie: jego imię zainspirowało nazwę przyszłego miasta Galzignano Terme.

## Historia
Najstarszy dokument, w którym znajdujemy nazwę miasta Galzignano, pochodzi z 9 lutego 952 r. n.e. od cesarza rzymskiego Ottona I, który powiedział "In Galzignano mansiones tres". W innych dokumentach znalezionych w Weronie, 14 lutego 1077 r. n.e., znajdujemy cytat “Villa que dicitur Galzegnano”. Jak widać, pochodzenie tego miasta jest bardzo starożytne. Ze względu na odzyskanie kamienia granicznego w 1922 roku, można powiedzieć, że miasto to było zajmowane przez Rzymian w okresie rzymskim. W Galzignano znajduje się również starożytny klasztor franciszkański, zbudowany w 1226 r. n.e. W XII-XIII wieku Gelfów i Ghibelinów, Galzignano było ważnym i prawie autonomicznym obszarem, kontrolowanym przez podesta Padwy. Teren ten został później zajęty przez Wenecję, Austrię i Francję. W 1866 r. n.e. stało się ono częścią Królestwa Włoch.